# Сентервілл (округ Вашингтон, Пенсільванія)
Сентервілл (англ. Centerville) — місто (англ. borough) в США, в окрузі Вашингтон штату Пенсільванія. Населення — 3256 осіб (2020).

## Географія
Сентервілл розташований за координатами 40°1′57″ пн. ш. 79°57′34″ зх. д. / 40.03250° пн. ш. 79.95944° зх. д. (40.032477, -79.959480).  За даними Бюро перепису населення США в 2010 році місто мало площу 35,25 км², з яких 34,26 км² — суходіл та 1,00 км² — водойми.

## Демографія
Згідно з переписом 2010 року, у селищі мешкали 3263 особи в 1338 домогосподарствах у складі 938 родин. Густота населення становила 93 особи/км².  Було 1467 помешкань (42/км²).
Расовий склад населення:
| - 96,5 % — білих - 1,2 % — чорних або афроамериканців - 0,2 % — корінних американців - 0,2 % — азіатів |

До двох чи більше рас належало 1,9 %. Частка іспаномовних становила 1,1 % від усіх жителів.
За віковим діапазоном населення розподілялося таким чином: 20,3 % — особи молодші 18 років, 59,9 % — особи у віці 18—64 років, 19,8 % — особи у віці 65 років та старші. Медіана віку мешканця становила 45,7 року. На 100 осіб жіночої статі у селищі припадало 92,5 чоловіків;  на 100 жінок у віці від 18 років та старших — 90,3 чоловіків також старших 18 років.
Середній дохід на одне домашнє господарство  становив 62 875 доларів США (медіана — 49 679), а середній дохід на одну сім'ю — 76 283 долари (медіана — 69 607). Медіана доходів становила 55 938 доларів для чоловіків та 31 894 долари для жінок. За межею бідності перебувало 14,8 % осіб, у тому числі 26,3 % дітей у віці до 18 років та 8,1 % осіб у віці 65 років та старших.
Цивільне працевлаштоване населення становило 1444 особи. Основні галузі зайнятості: освіта, охорона здоров'я та соціальна допомога — 31,1 %, будівництво — 13,4 %, виробництво — 9,7 %, роздрібна торгівля — 8,0 %.